# Eugen Kukla
Eugen Kukla (* 27. listopadu 1963 Praha) je český fotograf a fotoreportér.

## Život
Studoval na Vysoké škole ekonomické v Praze a následně na Kolumbijské univerzitě v New Yorku, kde studoval mezinárodní vztahy. Fotografoval například evropskou uprchlickou vlnu. Uvádí, že se nesnaží tvořit umělecké fotografie, nýbrž dokumentaristické či reportážní. V roce 2015 získal cenu Czech Press Photo, a to za fotografii Nicholase Wintona. Jeho manželkou je kurátorka Nadia Rovderová.